# Žlutá linka (metro v Montréalu)

Linky metra v Montrealu

Žlutá linka (označovaná také jako Linka 4) vede ze stanice Berri-UQAM do stanice Longueuil–Université-de-Sherbrooke montrealského metra a má celkem 3 stanice:
1. Berri-UQAM
2. Jean-Drapeau
3. Longueuil–Université-de-Sherbrooke

Tato linka metra má v přestupní konečné stanici Berri-UQAM napojení na oranžovou a zelenou linku.